# Уилсон, Джули
Джули Мэй Уилсон (англ. Julie May Wilson, 21 октября 1924 — 5 апреля 2015) — американская актриса и певица, известная на родине как «королева кабаре».

## Биография
Родилась в родился в Омахе, штат Небраска. В юности пела в местной музыкальной группе, а также стала победительницей на конкурсе «Мисс Небраска». В начале 1940-х она переехала в Нью-Йорк, где стала работать в двух ведущих ночных клубах Манхэттена — «Латинский квартал» и «Копакабана». В 1946 году состоялся её бродвейский дебют в одном из ревю. В 1951 году гастролировала в Лондоне с мюзиклом «Целуй меня, Кэт», после чего решила на время остаться в Великобритании. В последующие четыре года она выступала на Вест-Энде, а также прошла обучение в Королевской академии драматического искусства.
После возвращению в Нью-Йорк Уилсон продолжила карьеру на Бродвее, появившись в таких мюзиклах как «Пижамная игра», «Кисмет» и «Алмазные ножки», за роль в котором была номинирована на премию «Тони». Помимо работы на театральной сцене она сыграла несколько ролей на большом экране в таких фильмах как «Странный» (1957) и «Долгожданная ночь» (1957), а также исполнила ряд ролей в нескольких телесериалах.
Уилсон трижды была замужем, родив от третьего супруга продюсера Майкла Макалони двух сыновей. Скончалась 5 апреля 2015 в возрасте 90 лет после перенесённого инсульта.